# (5562) 1991 VS
(5562) 1991 VS (1991 VS, 1977 CY2, 1985 DF, 1990 MX1) — астероїд головного поясу, відкритий 4 листопада 1991 року.
Тіссеранів параметр щодо Юпітера — 3,455.